# Staurolit
Staurolit je crvenkastosmeđi do crni mineral, većinom opáki (neproziran), koji pripada grupi nezosilikata s bijelim ogrebom. Kristalizira u monoklinskom kristalnom sustavu, ima tvrdoću 7-7.5 i relativno složenu kemijsku formulu: (Fe3+,Mg,Zn)2O2Al9[O(Si,Al)O4]4(OH)2.
Željezo, magnezij i cink dolaze u promjenjivim udjelima.
Posebnost staurolita je ta da se vrlo često pojavljuje u obliku sraslaca, u tipičnom obliku križa. Mikroskopski vidljivi kristali su prizmatičnog oblika. Često su veći od okolnih minerala u stijeni i tada ih nazivamo porfiroblastima.
Ime je dobio po grčkim riječima stauros, što znači "križ" i lithos, što znači kamen, što aludira na izgled njegovih sraslaca.

## Ležišta i nalazišta
Staurolit je produkt regionalnog metamorfizma glinenih sedimenata, srednjeg do visokog stupnja metamorfizma. Dolazi kao detritus. Pojavljuje se uz granat almandin, tinjce, kijanit te druge metamorfne minerale.
Ima ga u Francuskim Alpama, Makedoniji, Brazilu (Minas Gerais, Indiji, na Šri Lanki.

## Vanjske poveznice
- Webmineral (engl.)
- Mindat (engl.)
- Mineral galleries  Arhivirana inačica izvorne stranice od 17. prosinca 2005. (Wayback Machine) (engl.)